# Jiří Beran (1982)
Jiří Beran (* 18. ledna 1982 Praha) je bývalý český šermíř, kordista.
Je mnohonásobným mistrem ČR. V červnu 2007 vyhrál závod Světového poháru v Buenos Aires, kde dokázal porazit i úřadujícího mistra světa Wang Leje z Číny. V roce 2016 se probojoval skrz zónovou kvalifikaci na letní olympijské hry do brazilského Rio de Janeira, kde obsadil 33. místo. V roce 2017 přispěl k vítězství českého kordového družstva na Světovém poháru v kanadském Vancouveru. 
Na Letních olympijských hrách 2024 vybojoval s českým družstvem (Jakub Jurka, Martin Rubeš, Michal Čupr) bronz a v individuální soutěži skončil na 29. místě. Souboj družstev byl pro něj posledním zápasem sportovní kariéry.